# David Strathairn
David Strathairn est un acteur américain, né le 26 janvier 1949 à San Francisco.

## Biographie
David Russell Strathairn naît le 26 janvier 1949 à San Francisco. Il suit les cours de comédie du Williams College, ayant pour camarade le réalisateur John Sayles, qui le fera tourner dans plusieurs films. Une fois diplômé, il s'engage en Floride dans une troupe de cirque ambulante et part sur les routes pendant six mois. Quand il arrive à New York, Strathairn joue plusieurs années au théâtre.

### Carrière
John Sayles lui fait commencer sa carrière cinématographique dans Return of the Secaucus Seven (1980). Sayles lui offre par la suite de nombreux rôles dans Matewan (1987), Les Coulisses de l'exploit (1988), City of Hope (1991) et Passion Fish (1992), film qui le fait révéler par la critique et le public. Il retournera avec Sayles en 1998 dans Limbo.
Toujours en 1992, il apparaît la même année dans Une équipe hors du commun avec Tom Hanks et Les Experts avec Robert Redford et Sidney Poitier.
David Strathairn est apparu dans plusieurs films dans les années 1990 : frère d'un avocat incarné par Tom Cruise dans La Firme (1993) de Sydney Pollack, mari de Meryl Streep aux prises à des malfaiteurs lors de vacances en rafting dans La Rivière sauvage (1994), de Curtis Hanson, qu'il retrouvera trois ans plus tard dans l'oscarisé L.A. Confidential où Strathairn incarne le milliardaire Pierce Patchett.
Il apparaît aussi au générique de Dolores Claiborne de Taylor Hackford, en incarnant le mari de Kathy Bates et le père de Jennifer Jason Leigh en 1995.
Le réalisateur français Élie Chouraqui lui fait interpréter un grand photographe couvrant un reportage dans la Yougoslavie en guerre dans Harrison's Flowers, avec Andie MacDowell, qui interprète son épouse.
Pour sa seconde réalisation, George Clooney lui confie le rôle principal du film Good Night and Good Luck, celui du journaliste Edward R. Murrow, qui lui vaut le prix du Meilleur Acteur lors de la 62e Mostra de Venise et une nomination à l'Oscar du meilleur acteur.
Après des apparitions dans la série Les Soprano, l'acteur tourne dans le film My Blueberry Nights de Wong Kar-wai, où il interprète un alcoolique.
À la fin des années 2000, il tourne dans les thrillers La Faille de Gregory Hoblit, le troisième volet de la saga Jason Bourne (La Vengeance dans la peau) et le film fantastique Les Chroniques de Spiderwick.
De 2015 à 2016, il tient le rôle régulier du Directeur dans Blacklist, série phare de NBC.
En 2018-2019 il a le rôle important du Commandant Klaes Ashford dans la série The Expanse (saisons 3 et 4).
En 2020, il joue dans Nomadland.

## Théâtre
- 2012-2013 : The Heiress d'après le roman Washington Square de Henry James, mise en scène de Moisés Kaufman, Walter Kerr Theater, New-York

## Filmographie

### Cinéma
- 1980 : Return of the Secaucus Seven de John Sayles : Ron Desjardins
- 1982 : Lovesick de Marshall Brickman : Marvin Zuckerman
- 1983 : Enormous Changes at the Last Minute de Mirra Bank, Ellen Hovde et Muffie Meyer : Jerry
- 1983 : Le Mystère Silkwood (Silkwood) de Mike Nichols : Wesley
- 1985 : When nature calls  de Lloyd Kaufman (collection troma) : l'indien weejun
- 1986 : Comme un chien enragé (At Close Range) de James Foley :
- 1988 : Nicky et Gino (Dominick and Eugene) de Robert M. Young : Martin Chemack
- 1988 : Les Coulisses de l'exploit (Eight Men Out) de John Sayles : Eddie Cicotte
- 1989 : Day One (téléfilm) de Joseph Sargent : Robert Oppenheimer
- 1990 : Memphis Belle de Michael Caton-Jones : Col. Craig Harriman
- 1991 : City of Hope de John Sayles : Asteroid
- 1992 : Une équipe hors du commun (A League of Their Own) de Penny Marshall : Ira Lowenstein
- 1992 : Bob Roberts de Tim Robbins : Mack Lafflin
- 1992 : Les Experts de Phil Alden Robinson : Erwin 'Whistler' Emory
- 1992 : Passion Fish de John Sayles : Rennie
- 1993 : La Firme de Sydney Pollack : Ray McDeere
- 1993 : Une femme dangereuse (A Dangerous Woman) de Stephen Gyllenhaal : Getso
- 1994 : La Rivière sauvage (The River Wild) de Curtis Hanson : Tom Hartman
- 1995 : Losing Isaiah : Les Chemins de l'amour (Losing Isaiah), de Stephen Gyllenhaal : Charles Lewin
- 1995 : Dolores Claiborne de Taylor Hackford : Joe St. George
- 1995 : Week-end en famille (Home for the Holidays) de Jodie Foster : Russell Terziak
- 1996 : Manipulation (Mother Night) de Keith Gordon : Lt. Bernard B. O'Hare
- 1997 : L.A. Confidential de Curtis Hanson : Pierce Patchett
- 1998 : Le Défi (en) (The Climb) de Bob Swaim : Earl Himes
- 1998 : Meurtres en série (Evidence of Blood) (TV) d'Andrew Mondshein : Jackson Kinley
- 1998 : Simon Birch de Mark Steven Johnson : Rev. Russell
- 1999 : Le Songe d'une nuit d'été (A Midsummer Night's Dream) de Michael Hoffman : Thésée
- 1999 : Limbo de John Sayles : 'Jumpin' Joe Gastineau
- 1999 : Une carte du monde (A Map of the World) de Scott Elliott : Howard Goodwin
- 2000 : Harrison's Flowers (film) de Élie Chouraqui : Harrison
- 2002 : Speakeasy de Brendan Murphy : Bruce Hickman
- 2002 : Blue Car de Karen Moncrieff : Auster
- 2005 : Good Night and Good Luck de George Clooney : Edward R. Murrow
- 2006 : We are Marshall : le président Dedmon
- 2007 : My Blueberry Nights de Wong Kar-wai : Ofcr. Arnie Copeland
- 2007 : La Vengeance dans la peau (The Bourne Ultimatum) de Paul Greengrass : Noah Vosen
- 2007 : La Faille (Fracture) de Gregory Hoblit : DA Joe Lobruto
- 2008 : Les Chroniques de Spiderwick (The Spiderwick Chronicles) de Mark Waters : Arthur Spiderwick
- 2009 : Les Intrus : Steven
- 2009 : Âmes en stock de Sophie Barthes
- 2010 : Howl de Rob Epstein et Jeffrey Friedman : Ralph McIntosh
- 2010 : The Tempest : Alonso
- 2011 : Seule contre tous (The Whistleblower) : Peter Ward
- 2012 : Maladies : de Carter : Kathy
- 2012 : Jason Bourne : L'Héritage (The Bourne Legacy) de Tony Gilroy : Noah Vosen
- 2012 : Lincoln de Steven Spielberg : William Seward
- 2014 : Godzilla de Gareth Edwards : Contre-Amiral William Stenz
- 2015 : Indian Palace : Suite royale de John Madden : Ty Burley
- 2015 : Back Home (Louder Than Bombs) de Joachim Trier : Richard
- 2017 : November Criminals de Sacha Gervasi : Theo Schacht
- 2018 : Interview avec Dieu (An interview with God) de Perry Lang : Dieu
- 2018 : U.F.O. de Ryan Eslinger : Franklin Ahis
- 2019 : Godzilla 2 : Roi des monstres de Michael Dougherty : Amiral William Stenz
- 2019 : Contaminations (The Devil Has a Name) d'Edward James Olmos : Fred Stern
- 2020 : Nomadland de Chloé Zhao : Dave
- 2021 : Nightmare Alley de Guillermo del Toro : Pete Krumblein
- 2022 : Là où chantent les écrevisses de Olivia Newman : Tom Milton, avocat de Kya

### Télévision
- 1985 : Deux flics à Miami (Miami Vice) (série télévisée) (saison 2, épisode 3 : Marty Lang)
- 2001 : Big Apple (série télévisée) : Will Preecher
- 2002 : L'Autre Côté du rêve de Philip Haas : Mannie
- 2004 : Les Soprano (saison 5) : Robert Wegler
- 2006 : Take 3 de Georgette Hayden (téléfilm) : Henry R. Hocknell Jr.
- 2008 : Monk (Saison 7, épisode 2) (série télévisée) : Patrick Kloster
- 2010 : Temple Grandin (téléfilm) : Dr Carlock
- 2010 : Dr House (saison 6, épisode 17) : un patient mourant
- 2011 : Alphas (série télévisée) : Dr Lee Rosen
- 2012 : Hemingway and Gellhorn (HBO TV) de Philip Kaufman : John Dos Passos, écrivain américain et ami d'Ernest Hemingway
- 2015-2016 : Blacklist : Peter Kotsiopulos, Le Directeur
- 2016 : Z: The Beginning of Everything : Juge Anthony Sayre
- 2017-2019 : Billions : « Black » Jack Folley
- 2018-2019 : The Expanse (saison 3 et 4) : Klaes Ashford

## Distinction
- 2005 : Coupe Volpi pour la meilleure interprétation masculine à la Mostra de Venise pour son rôle dans le film Good Night and Good Luck de George Clooney

## Voix françaises
En France
| - Hervé Bellon dans : - Losing Isaiah - Instincts meurtriers - La Vengeance dans la peau - Les Chroniques de Spiderwick - Les Intrus - Alphas (série télévisée) - Jason Bourne : L'Héritage - Godzilla - American Pastoral - Z: The Beginning of Everything (série télévisée) - My Dinner with Hervé (téléfilm) - Godzilla 2 : Roi des monstres - Là où chantent les écrevisses - François Dunoyer dans : - Good Night and Good Luck - La Faille - McMafia (série télévisée) - Nomadland - Nightmare Alley - Jean-Luc Kayser dans : - La Rivière sauvage - Les Soprano (série télévisée) - Monk (série télévisée) - Hemingway and Gellhorn (téléfilm) - Guy Chapellier dans : - Nicky et Gino - Blacklist (série télévisée) - Billions (série télévisée) | - Bernard Alane dans : - Une femme dangereuse - Harrison's Flowers - Yves Beneyton dans : - Limbo - Temple Grandin (téléfilm) - Frédéric Cerdal dans : - Lincoln - Indian Palace : Suite royale Et aussi - Pierre-François Pistorio dans Comme un chien enragé - Philippe Peythieu dans Memphis Belle - Jean Barney dans Une équipe hors du commun - Jean-Pierre Dorat dans Bob Roberts - Henri Courseaux dans Les Experts - Jacques Frantz (*1947 - 2021) dans La Firme - François Chaix dans Dolores Claiborne - Hervé Caradec dans L.A. Confidential - Sébastien Desjours dans Une carte du monde - Pierre Dourlens dans Le Songe d'une nuit d'été - Mario Pecqueur dans We Are Marshall - Gérard Darier dans My Blueberry Nights - Jean-François Vlérick dans Dr House (série télévisée) - Olivier Angèle dans La Tempête - Alain Lenglet dans Back Home |

Au Québec
Note : La liste indique les titres québécois.
- Daniel Lesourd dans : 
  - La Vengeance dans la peau
  - La Dénonciation

- Sébastien Dhavernas dans Bonsoir et Bonne Chance